# آلن لیچمن
آلن جی لیچمن (به انگلیسی: Allan Jay Lichtman) (زاده ۴ آوریل ۱۹۴۷) یک مورخ حوزه تاریخ سیاسی اهل ایالات متحده آمریکا است.لیختمن در یک خانواده یهودی در محله براونزویل بروکلین در شهر نیویورک به دنیا آمد . وی از دبیرستان استویوزانت فارغ التحصیل شد.او از سال ۱۹۷۳ در دانشگاه آمریکن واشینگتن دی.سی. مشغول تدریس می‌باشد. لیچمن درسال ۱۹۹۶ با الهام از دانشمند روسی ولادیمیر کیلیس کتابی تحت عنوان(کلید های کاخ سفید) تألیف کرد که نتیجه انتخابات ریاست جمهوری آمریکا را می‌توان با آن پیش‌بینی کرد.

## انتخابات مجلس سنا
لیچمن درسال ۲۰۰۶ نامزدی خود برای ورود به مجلس سنای ایالات متحده از ایالت مریلند را اعلام کرد. وی در رقابت‌های مقدماتی برای کسب نامزدی حزب دموکرات با ۶٫۹۱۹ رای به بن کاردین باخت.